# Custenau
Kustenau (Custenau, Kutenavú, Kustenáu, Kustenao, Kustenáo, Kutenabu), pleme i jezik istoimenog plemena iz brazilske države Mato Groso, u području rijeke Xingu,uz rijeku Batovi. Nestali su miješanjem s drugim plemenima, a isto vrijedi i za Naravute, Tsuva i Aipatsé. Pripadali su jezičnoj porodici Arawakan
Kustenau su u kasnijim vremenima poznati kao Kutenabu. Prvi Europljanin koji ih je posjetio bio je Karl Von den Steinen, 1884., nakon čega počinju nestajati od raznih bolesti i napada susjednih plemena. U ranom 20. stoljeću pogađa ih novi val epidemija, pa ih je ranih 1980-ti preostalo svega dvoje, starija žena i njezin sin, koji su živjeli s plemenom Waura na parku Xingu.
Smatra se da su porijekolom s gvajanskog područja.

## Vanjske poveznice
- Indigenous Park of the Xingu  Arhivirana inačica izvorne stranice od 19. listopada 2008. (Wayback Machine)